# NUTS:HU

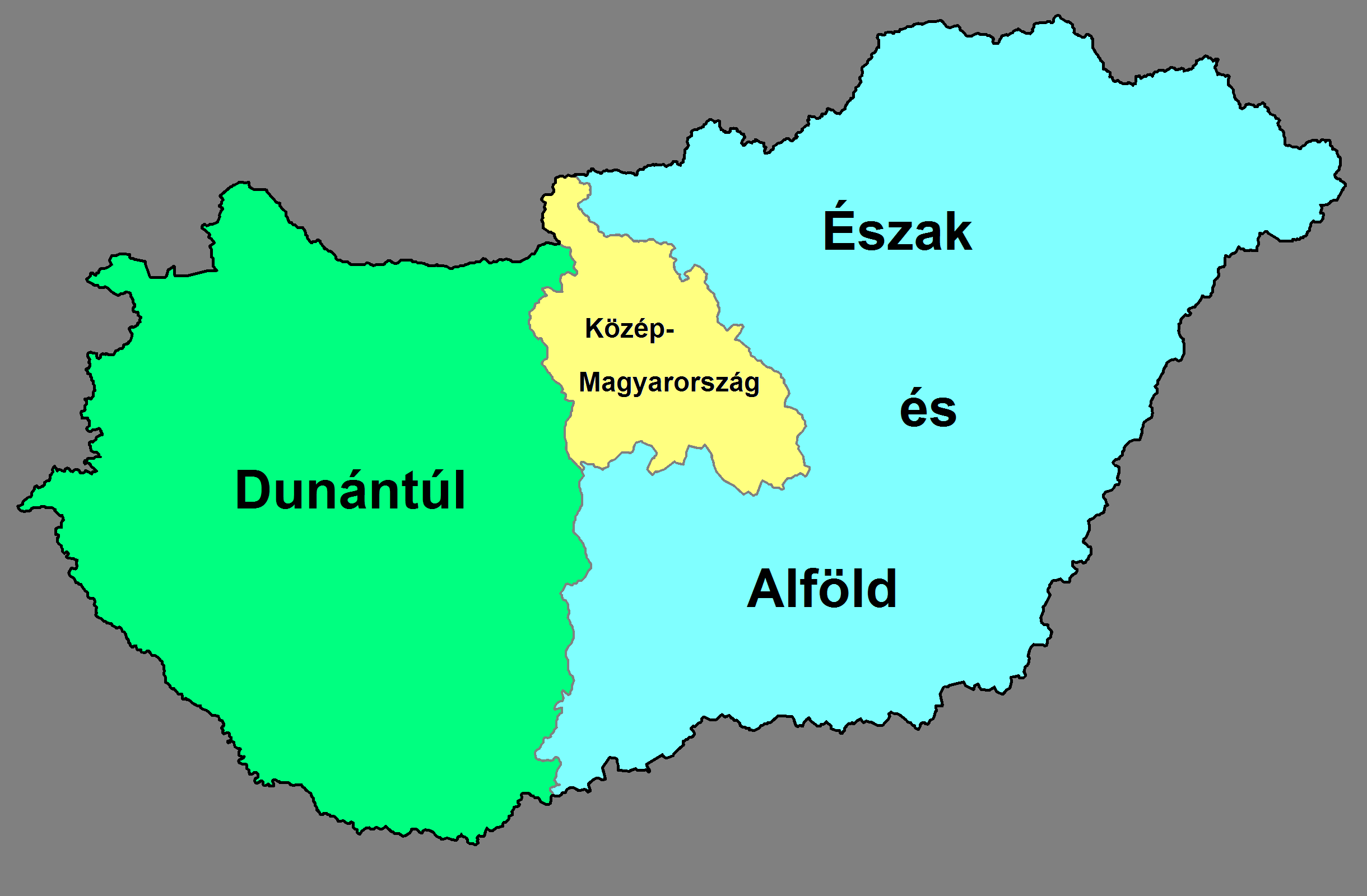
NUTS 1 – Části státu (Országrészek)

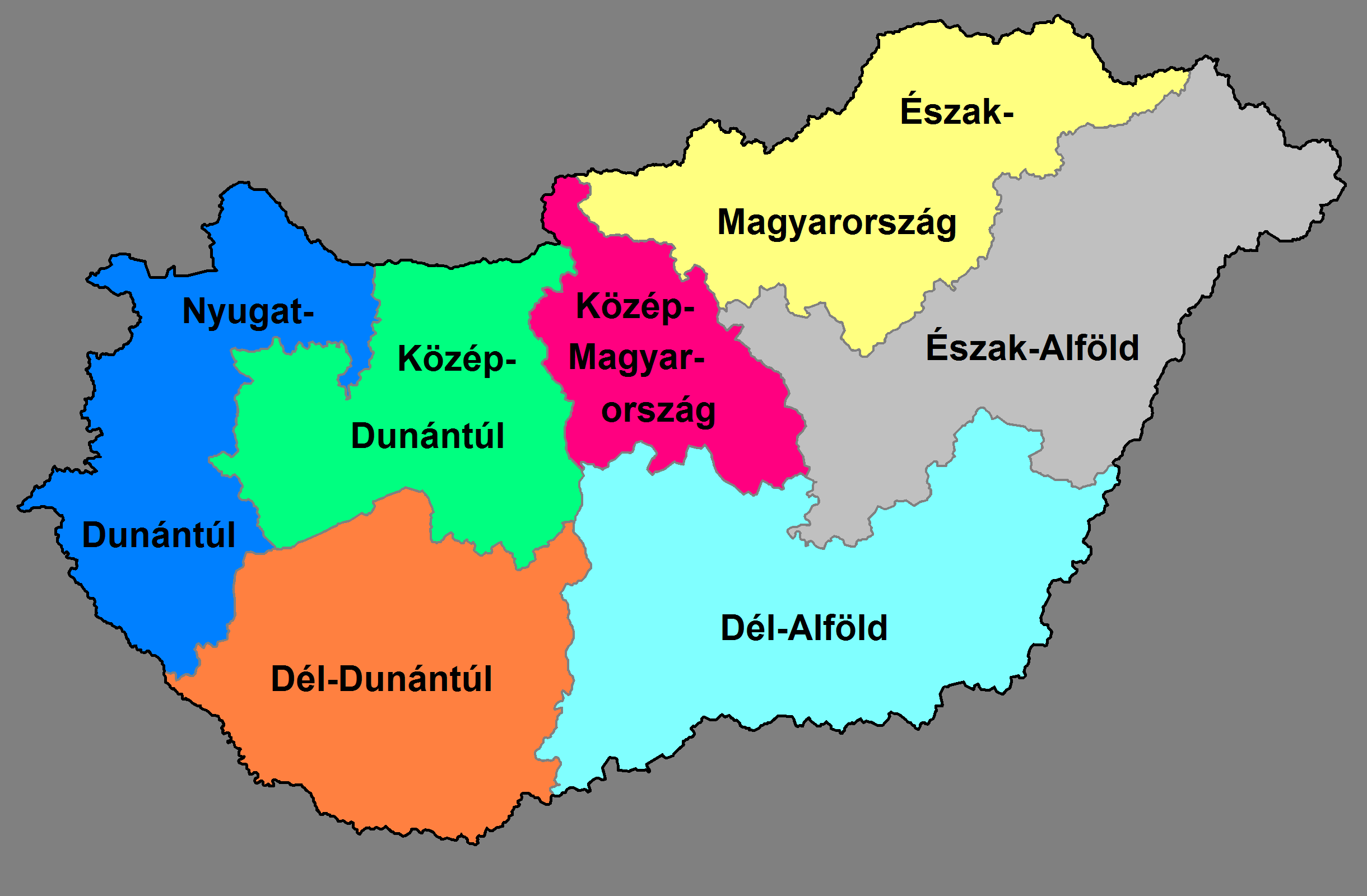
NUTS 2 – Regiony (Régiók)

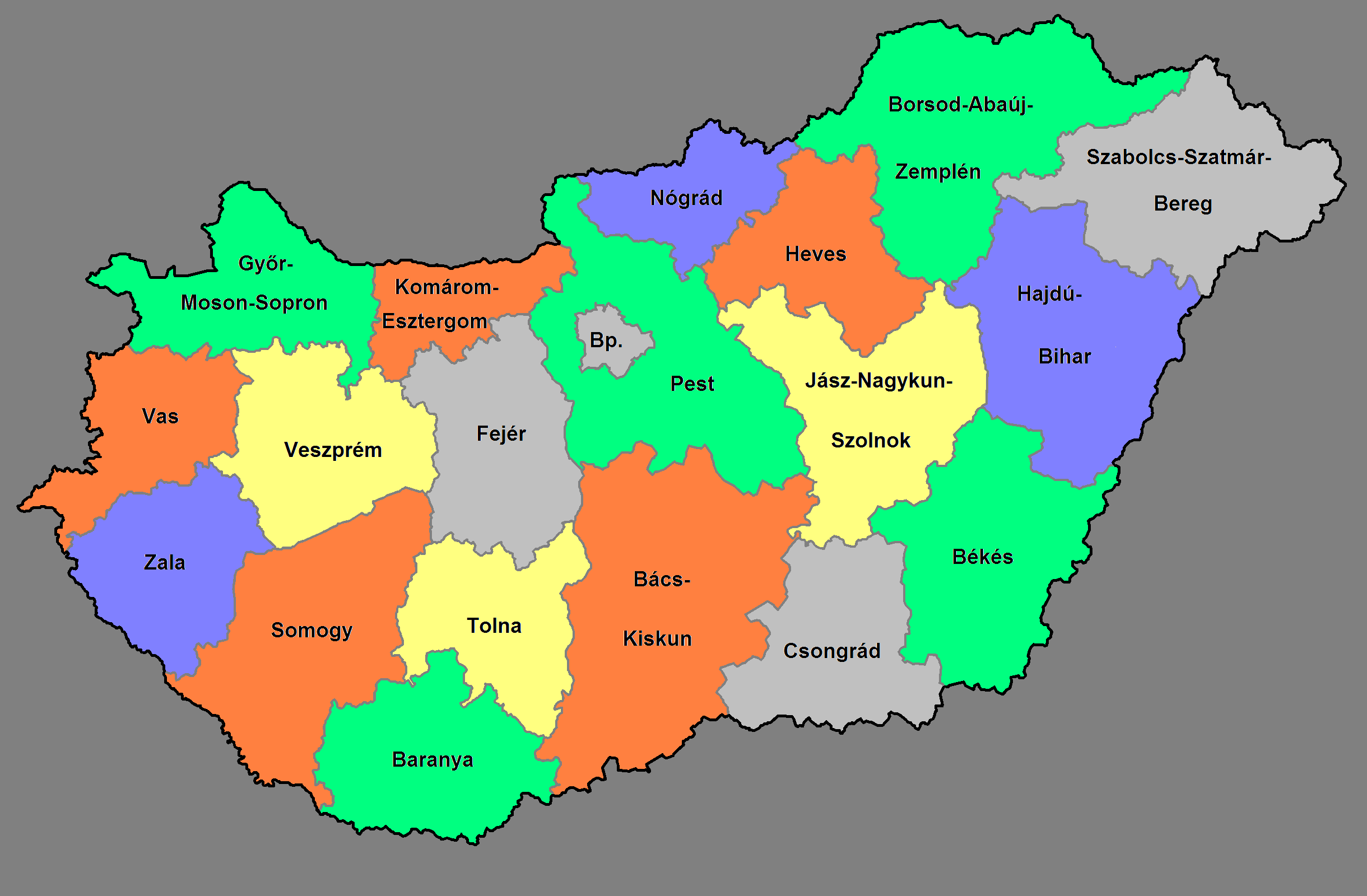
NUTS 3 – Župy a hlavní město (Megyék és a főváros)

NUTS:HU je zkratka pro normalizovanou klasifikaci územních celků v Maďarsku pro potřeby statistického úřadu a Eurostatu.

## Rozdělení
V prvním stupni dělení NUTS je Maďarsko rozděleno na tři tzv. části státu (Országrész). Ve druhém stupni je rozděleno na sedm regionů a ve třetím na devatenáct žup a hlavní město.

## Jednotky NUTS:HU
| NUTS 1                                | NUTS 1 | NUTS 2                                | NUTS 2 | NUTS 3                 | NUTS 3 |
| Části státu (Országrész)              | Kód    | Region (Régió)                        | Kód    | Župa (Megye)           | Kód    |
| ------------------------------------- | ------ | ------------------------------------- | ------ | ---------------------- | ------ |
| Közép-Magyarország (Střední Maďarsko) | HU1    | Közép-Magyarország (Střední Maďarsko) | HU11   | Hlavní město Budapest  | HU110  |
| Közép-Magyarország (Střední Maďarsko) | HU1    | Közép-Magyarország (Střední Maďarsko) | HU12   | Pest                   | HU120  |
| Dunántúl (Zadunají)                   | HU2    | Közép-Dunántúl (Střední Zadunají)     | HU21   | Fejér                  | HU211  |
| Dunántúl (Zadunají)                   | HU2    | Közép-Dunántúl (Střední Zadunají)     | HU21   | Komárom-Esztergom      | HU212  |
| Dunántúl (Zadunají)                   | HU2    | Közép-Dunántúl (Střední Zadunají)     | HU21   | Veszprém               | HU213  |
| Dunántúl (Zadunají)                   | HU2    | Nyugat-Dunántúl (Západní Zadunají)    | HU22   | Győr-Moson-Sopron      | HU221  |
| Dunántúl (Zadunají)                   | HU2    | Nyugat-Dunántúl (Západní Zadunají)    | HU22   | Vas                    | HU222  |
| Dunántúl (Zadunají)                   | HU2    | Nyugat-Dunántúl (Západní Zadunají)    | HU22   | Zala                   | HU223  |
| Dunántúl (Zadunají)                   | HU2    | Dél-Dunántúl (Jižní Zadunají)         | HU23   | Baranya                | HU231  |
| Dunántúl (Zadunají)                   | HU2    | Dél-Dunántúl (Jižní Zadunají)         | HU23   | Somogy                 | HU232  |
| Dunántúl (Zadunají)                   | HU2    | Dél-Dunántúl (Jižní Zadunají)         | HU23   | Tolna                  | HU233  |
| Alföld és Észak (Alföld a Sever)      | HU3    | Észak-Magyarország (Severní Maďarsko) | HU31   | Borsod-Abaúj-Zemplén   | HU311  |
| Alföld és Észak (Alföld a Sever)      | HU3    | Észak-Magyarország (Severní Maďarsko) | HU31   | Heves                  | HU312  |
| Alföld és Észak (Alföld a Sever)      | HU3    | Észak-Magyarország (Severní Maďarsko) | HU31   | Nógrád                 | HU313  |
| Alföld és Észak (Alföld a Sever)      | HU3    | Észak-Alföld (Severní Alföld)         | HU32   | Hajdú-Bihar            | HU321  |
| Alföld és Észak (Alföld a Sever)      | HU3    | Észak-Alföld (Severní Alföld)         | HU32   | Jász-Nagykun-Szolnok   | HU322  |
| Alföld és Észak (Alföld a Sever)      | HU3    | Észak-Alföld (Severní Alföld)         | HU32   | Szabolcs-Szatmár-Bereg | HU323  |
| Alföld és Észak (Alföld a Sever)      | HU3    | Dél-Alföld (Jižní Alföld)             | HU33   | Bács-Kiskun            | HU331  |
| Alföld és Észak (Alföld a Sever)      | HU3    | Dél-Alföld (Jižní Alföld)             | HU33   | Békés                  | HU332  |
| Alföld és Észak (Alföld a Sever)      | HU3    | Dél-Alföld (Jižní Alföld)             | HU33   | Csongrád-Csanád        | HU333  |